# Musée Werstas de la classe ouvrière
Le Musée Werstas de la classe ouvrière (finnois : Työväenmuseo Werstas) est un musée situé dans le quartier Finlayson de Tampere en Finlande.

## Galerie

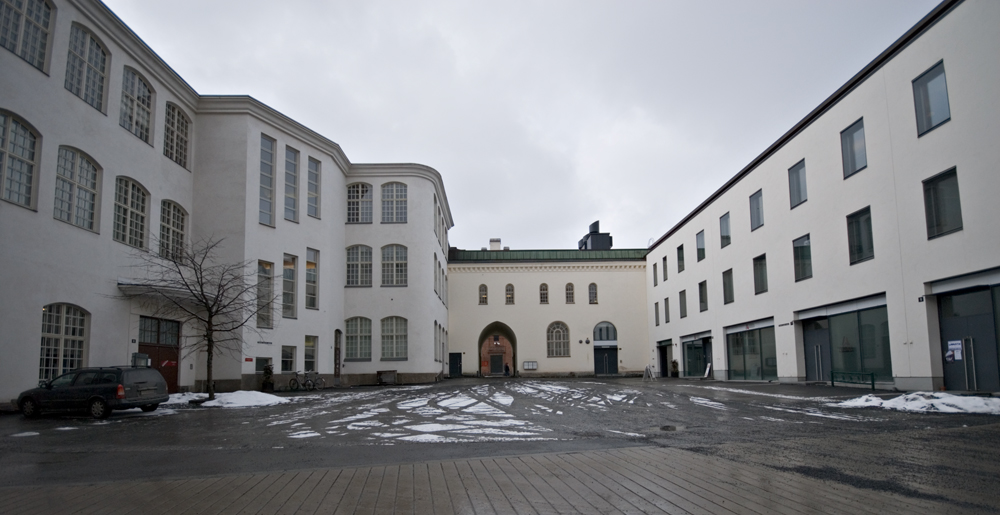
La place Väinö Linna.
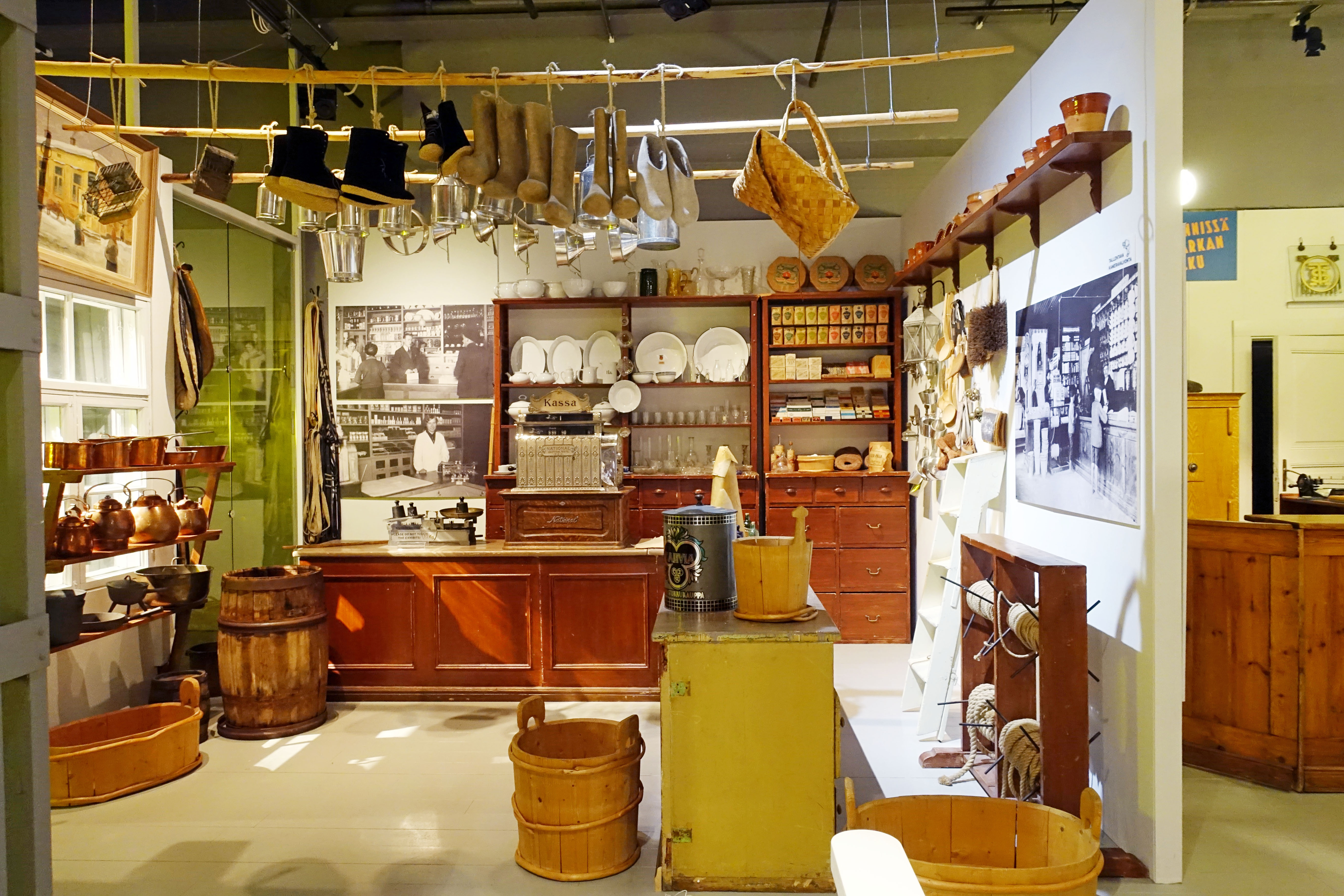
Un magasin Osuuskauppa.
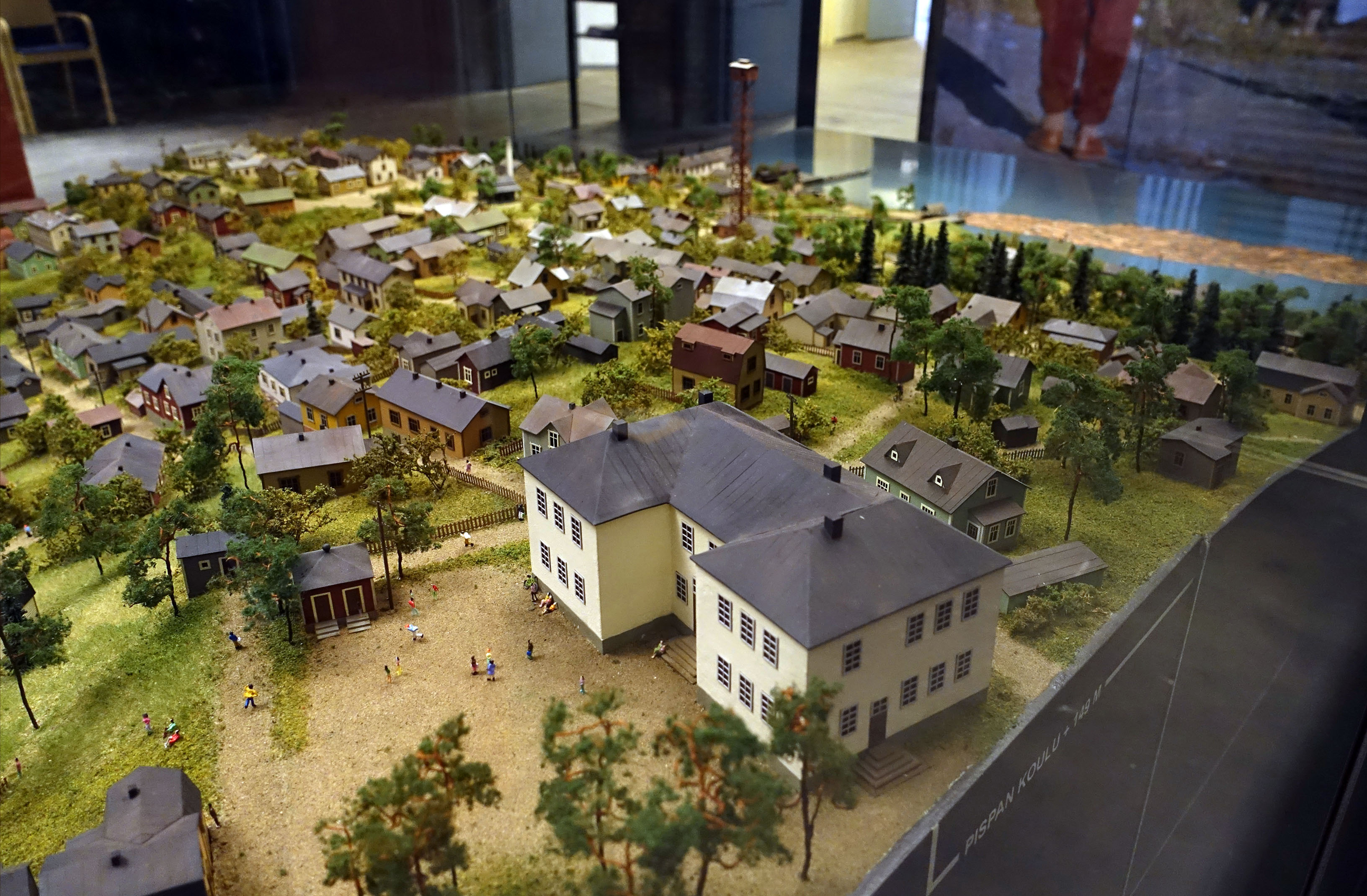
Maquette du quartier de Pispala
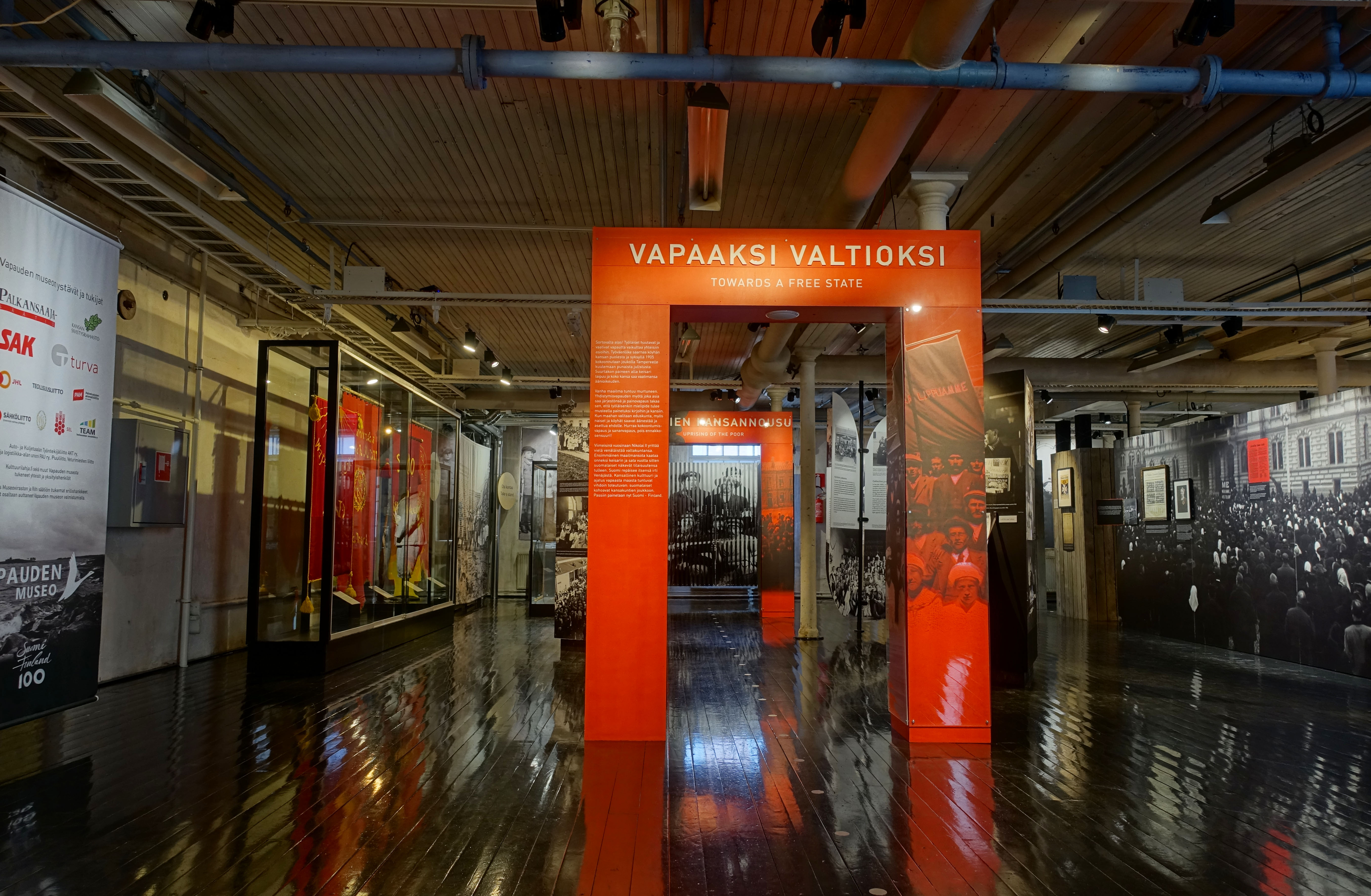
Vers un état indépendant.